# کالوسکو دادا
کالوسکو دادا (به ایتالیایی: Calusco d'Adda) یک کومونه در ایتالیا است که در استان برگامو واقع شده‌است. کالوسکو دادا ۸٫۲ کیلومتر مربع مساحت و ۸٬۰۶۷ نفر جمعیت دارد و ۲۷۳ متر بالاتر از سطح دریا واقع شده‌است.

## خواهرخوانده
شهر Volmerange-les-Mines خواهرخواندهٔ کالوسکو دادا هست.